# SoftRAM
SoftRAM und SoftRAM95 sind Computerprogramme, von denen die Hersteller behaupteten, dass sie den vorhandenen Arbeitsspeicher unter Windows ohne zusätzliche Hardware effektiv verdoppeln können. Es stellte sich aber heraus, dass das Programm nicht in der Lage ist, überhaupt die Speicherverwaltung zu beeinflussen.
Die Entwickler Syncronys klärten im Juli 1996 mit der FTC die Anklage, die in Verbindung mit den Leistungszusagen des Programms erhoben worden ist. Die Software erhielt 2006 vom PC-World-Magazin den Titel Drittschlechtestes technisches Produkt aller Zeiten.

## SoftRAM
SoftRAM wurde für das Betriebssystem Windows 3.x entwickelt. Das Programm kam im Mai 1995 auf den Markt und verkaufte sich über 100.000 mal.
Die meisten Speicherprobleme bei der damaligen Windows-Version wurden durch das unterste Megabyte im Arbeitsspeicher, dem konventionellen Speicher, verursacht, indem dieser vollständig belegt wurde. Windows wies aus diesem Grund für jedes gestartete Programm einen Programmsegmentpräfix (PSP) zu. Einige Dienstprogramme verweigerten DLLs die Zuweisung in diesem Speicherbereich, um damit mehr konventionellen Speicher für andere Programme zur Verfügung zu haben. In der PC-Programmierung war dies ein Standardverfahren, das auch von anderen Speicheroptimierprogrammen angewendet wurde.
SoftRAM versprach außerdem, den Speicher mittels Datenkomprimierung zu vergrößern. Dies bezog sich auch auf den virtuellen Speicher, der aus Platzgründen auf der Festplatte ausgelagert ist, womit die Anzahl der Schreib- und Lesezugriffe auf die Auslagerungsdatei verringert werden sollte. Außerdem wurde die Auslagerungsdatei vergrößert, eine Einstellung, die auch der normale PC-Benutzer vornehmen kann.

## SoftRAM95
SoftRAM95 wurde für Windows 95 entwickelt und kam im August 1995 auf den Markt. Syncronys verkaufte über 600.000 Pakete zu einem Listenpreis von 170 DM (79,95 USD, 60 GBP).
Nach Verkaufsbeginn von Windows 95 wurde schnell bekannt, dass das Betriebssystem viel Speicher belegt und mindestens 4 Megabyte RAM, besser noch 8 MB benötigt, um flüssig zu laufen. Syncronys vermarktete SoftRAM als die günstigere Alternative zum Speicherkauf für diejenigen Rechnersysteme, die ansonsten Schwierigkeiten hätten, Windows 95 wegen des fehlenden Arbeitsspeichers überhaupt zu benutzen.

## Untersuchung durch die FTC
Das deutsche Computermagazin c’t analysierte im Dezember 1995 das Programm und fand heraus, dass es nicht einmal ansatzweise versucht, den Effekt zu erzielen, für den es beworben wurde. Im Betrieb lässt SoftRAM die Daten unverändert durch die Gerätetreiber verarbeiten, d. h. genau an der Stelle, wo die Daten komprimiert werden müssten, um die versprochene Programmfunktion zu erfüllen. Der mitgelieferte Treiber ist tatsächlich nur eine leicht abgeänderte Version von Microsofts „Windows Development Kit“. Dennoch spiegelt SoftRAM größere Systemressourcen vor, indem es unter Windows 3.1 heimlich die Auslagerungsdatei vergrößert und den Systemstatus verfälscht. Dazu kommt ein fälschlicherweise gesetztes Debug-Flag, mit dem der Quellcode kompiliert wurde. Damit wird das Programm im Vergleich zum ursprünglichen Microsoft-Treiber sogar deutlich langsamer ausgeführt.
Ein Test von PC Magazine ergab, dass ein Testprogramm jeweils immer die gleiche Zeit benötigte, um Speicherblöcke zu lesen und zu vertauschen, egal ob der Inhalt vorgeblich von SoftRAM komprimiert war oder nicht. Der Speicher war vorher entweder mit Zufallsdaten oder immer dem gleichen Zeichen gefüllt worden. Bei einer Komprimierung hätte der Zeitbedarf unterschiedlich sein müssen; bei anderen Programmen, die tatsächlich komprimierten, war dieser unterschiedliche Zeitbedarf auch deutlich messbar. Dadurch kam der technische Redakteur zu dem Urteil, dass „SoftRAM frei von jedweder Funktion“ sei.
Eine weitere Analyse von Dr. Dobb’s Journal kam zum gleichen niederschmetternden Ergebnis. Untersuchungen von PC World stellten fest, dass das Programm einzig die Größe des Festplattencaches vergrößert. Erfahrene PC-Benutzer können dies ebenfalls ohne großen Aufwand bewerkstelligen, ohne dafür Geld für ein spezielles Programm auszugeben. Darüber hinaus verwendet Syncronys auf der Verkaufsverpackung das „Designed for Windows 95“-Logo, obwohl SoftRAM nicht von Microsoft zertifiziert wurde.
Die Federal Trade Commission (FTC) begann Ende 1995 mit ihrer Untersuchung. Sie kam zu dem Schluss, dass Syncronys' Werbeaussage „falsch und irreführend“ sei. Außerdem stellte sie fest, dass „weder SoftRAM95 das RAM auf einem Windows-95-PC vergrößert noch eine Arbeitsgeschwindigkeitsbeschleunigung, Speichervergrößerung oder eine andere messbare Programmbeschleunigung auf einem Windows-95-PC erzeugt.“ Die Untersuchung forderte den Hersteller im Dezember 1995 zu einem Produktrückruf von SoftRAM und SoftRAM95 auf. Mehrere Endkunden verklagten Syncronys. Die Firma einigte sich sowohl mit den Kunden wie auch mit der FTC 1996. Als Teil der Einigung mit der FTC stimmte Syncronys zu, für weitere Produkte aus ihrem Hause jedem Softwarekäufer Rabatte zu geben.
Syncronys stellte 1999 schließlich den Insolvenzantrag, nachdem sich weitere Softwareprodukte aufgrund ihrer mangelhaften Qualität schlecht verkauft hatten. Eine große Zahl der Gläubiger waren Endkunden, die bis dahin noch keine Rabatte für den Kauf von SoftRAM erhalten hatten.